# جیدن براف
جیدن براف (انگلیسی: Jayden Braaf؛ زادهٔ ۳۱ اوت ۲۰۰۲) بازیکن فوتبال اهل هلند است.
وی همچنین در تیم‌های ملی فوتبال زیر ۱۷ سال هلند، و زیر ۱۷ سال هلند، و زیر ۱۹ سال هلند بازی کرده‌است.